# HD 210848
HD 210848，又名CD-2515815，SAO 190976、HR 8470，是一颗恒星，视星等为5.58，位于銀經26.98，銀緯-54.7，其B1900.0坐标为赤經22h 8m 7.4s，赤緯-25° -54.7′ 34″。